# Responsabilité juridique des enseignants en France
 (février 2015).
Comme l'attestent de récents procès motivés par des décès lors de sorties scolaires, des accidents, notamment en cours d'éducation physique et sportive ou de possibles suicides à l'école, la responsabilité des enseignants est de plus en plus souvent mise en cause devant les tribunaux.
Depuis 1937, l'État se substitue à l'enseignant, pour la responsabilité civile (dommages). Par contre, la responsabilité pénale (notamment non surveillance) relève de celle de l'individu. La loi du 11 juillet 2000 apporte des précisions (fautes non intentionnelles).
Article 1384 du Code Civil :
« On est responsable non seulement du dommage que l'on cause par son propre fait, mais encore de celui qui est causé par le fait des personnes dont on doit répondre, ou des choses que l'on a sous sa garde. [...]
En ce qui concerne les instituteurs, les fautes, imprudences ou négligences invoquées contre eux comme ayant causé le fait dommageable, devront être prouvées, conformément au droit commun, par le demandeur, à l'instance. »